# Nicarágua nos Jogos Pan-Americanos de 1951
A Nicarágua competiu nos Jogos Pan-Americanos de 1951 em Buenos Aires de 25 de fevereiro a 10 de março de 1951, não conquistou medalhas nesta edição.